# Sheik Yerbouti
Sheik Yerbouti is een album uit 1979 van Frank Zappa. De dubbelelpee bevat muziek die werd opgenomen in 1977 en 1978 en was het eerste album dat verscheen op Zappa Records. De titel van het album is een woordspeling. De albumhoes toont Zappa met een Arabische hoofddoek, en het lettertype lijkt op een Arabische tekst. De titel wordt uitgesproken zoals de titel van de discohit uit 1976 van KC and the Sunshine Band, "Shake Your Booty".

## Tracks
1. "I Have Been in You" – 3:33
2. "Flakes" – 6:41
3. "Broken Hearts Are for Assholes" – 3:42
4. "I'm So Cute" – 3:09 (1995 CD) / 4:20 (Vinyl and EMI CD) / 4:28 (Universal CD)
5. "Jones Crusher" – 2:49
6. "What Ever Happened to All the Fun in the World" – 0:33
7. "Rat Tomago" – 5:15
8. "Wait a Minute" – 0:33, oorspronkelijk getiteld "We've Got to Get into Something Real" op de vinyluitgaven
9. "Bobby Brown (Goes Down)" – 2:49, oorspronkelijk getiteld "Bobby Brown" op de vinyluitgaven
10. "Rubber Shirt" – 2:45
11. "The Sheik Yerbouti Tango" – 3:56
12. "Baby Snakes" – 1:50
13. "Tryin' to Grow a Chin" – 3:31
14. "City of Tiny Lites" – 5:32
15. "Dancin' Fool" – 3:43
16. "Jewish Princess" – 3:16
17. "Wild Love" – 4:09
18. "Yo' Mama" – 12:36

## Medewerkers

### Musici & productie
- Frank Zappa - gitaar, arrangeur, composities, zang, productie, remixing
- Adrian Belew - gitaar, zang
- Ed Mann - percussie, zang
- Terry Bozzio - drums, zang
- Napoleon Murphy Brock - zang
- Joe Chiccarelli - remixing
- Lynn Goldsmith - fotografie
- Patrick O'Hearn - bas
- David Ocker - klarinet
- Davey Moire - zang
- Randy Thornton - zang
- Andre Lewis, Tommy Mars, Peter Wolf - keyboard
- Peter Henderson, Kerry McNabb, Davey Moire, Bob Ludwig - geluidstechnici